# Нюторгет
Нюторгет (Площадь Ню; швед. Nytorget) — городская площадь в районе Сёдермальм Стокгольма (Швеция). Площадь расположена на улице Нюторгсгатан. С севера она ограничена улицей Сконегатан, а с востока — районом Бондесоненстёрре. Нюторгет также называют «уличным пнём» вдоль восточной стороны площади. Ранее она была частью улицы Мальмгордсвэген. На Нюторгет расположено несколько кафе, баров и ресторанов.

## История

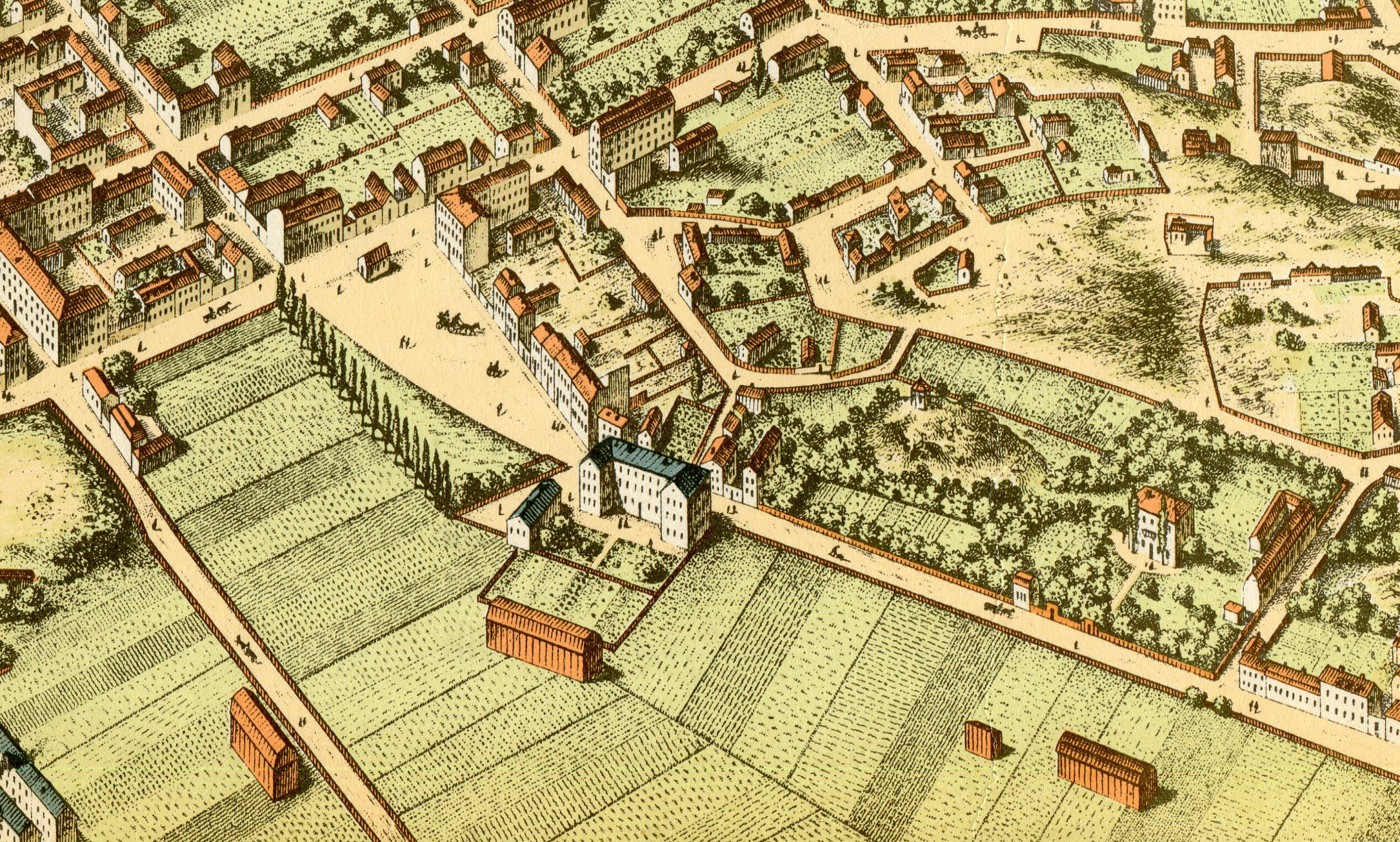
Площадь на карте 1870 года

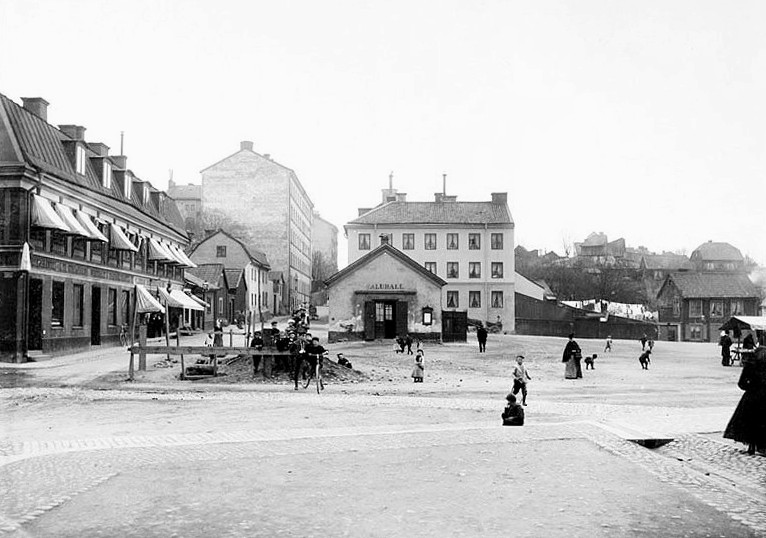
Площадь в 1906 году

Площадь упоминается как Нюторгет с 1671 года. В то время здесь также находилась мельница, которая называлась «Mäster Pärs Kwarn» и принадлежала викарию прихода Катарины Перу Аренбехиусу (1620—1673). В 1733 году Петрус Тиллеус дал мельнице название "Nytorgs qu: ".
Пер Аренбехиус также упоминается как владелец фабрики Михеля Йоранссона и завода «Фатбуран». Район вокруг Нюторгет и озера Хаммарбю стал центром текстильной промышленности в период ранней индустриализации Стокгольма. Даже сегодня вдоль восточной стороны площади сохранились старые дома рабочих из дерева и камня, являющиеся одним из ценных культурных памятников Стокгольма. Дома были отреставрированы в 1970-х годах. Площадь играет центральную роль в романах шведского писателя Пера Андерса Фогельстрёма из «городской серии», например в его романе «Город моей мечты» («Mina drömmars stad»). Комплекс деревянных домов тянулся от Нюторгет до Вита-Берген, но эта связь была нарушена сносом улицы Ренстьернас в 1930-х годах.
Нюторгет использовалась как место казней и наказаний. Это была одна из трёх площадей, где в течение трёх дней сдирали кожу с убийцы короля Швеции Густава III, Якоба Юхана Анкарстрёма. На северной стороне площади, по крайней мере с 1730-х годов, находился пожарный ларёк, где стокгольмская пожарная команда могла пополнять запасы воды для тушения пожаров. Позже пожарный ларёк был переоборудован в рыночный зал. В начале XIX века Нюторгет называли «место нечистот», что, вероятно, означало, что площадь находилась в довольно запущенном состоянии.
В 1930-х годах на площади была построена детская площадка, а в 1940-х годах был разбит парк по чертежам городского садовника Хольгера Блома. Он применил так называемый стокгольмский стиль и снабдил парк каменными стенами, лестницами, зеркальным прудом и детской площадкой.
На Нюторгет, 15, находится старое промышленное здание Малонген, построенное в 1660-х годах. Малонген использовался как фабрика, больница, временное жильё и начальная школа. Сегодня здесь располагаются студии художников. Это здание — одно из старейших сохранившихся промышленных зданий Стокгольма, имеющее синий класс охраны Городского музея Стокгольма.

## Галерея

Виды площади
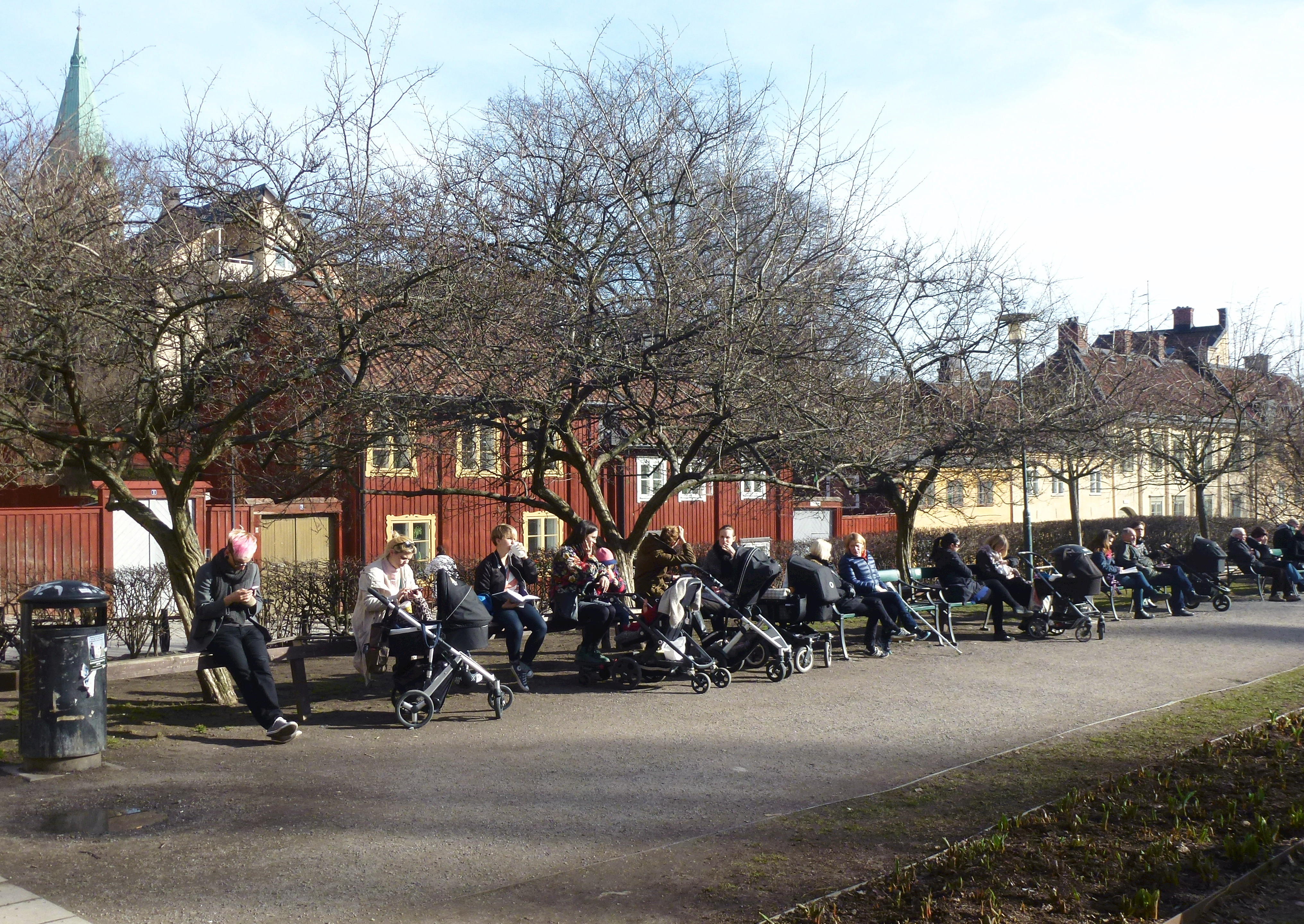
Весна на Нюторген
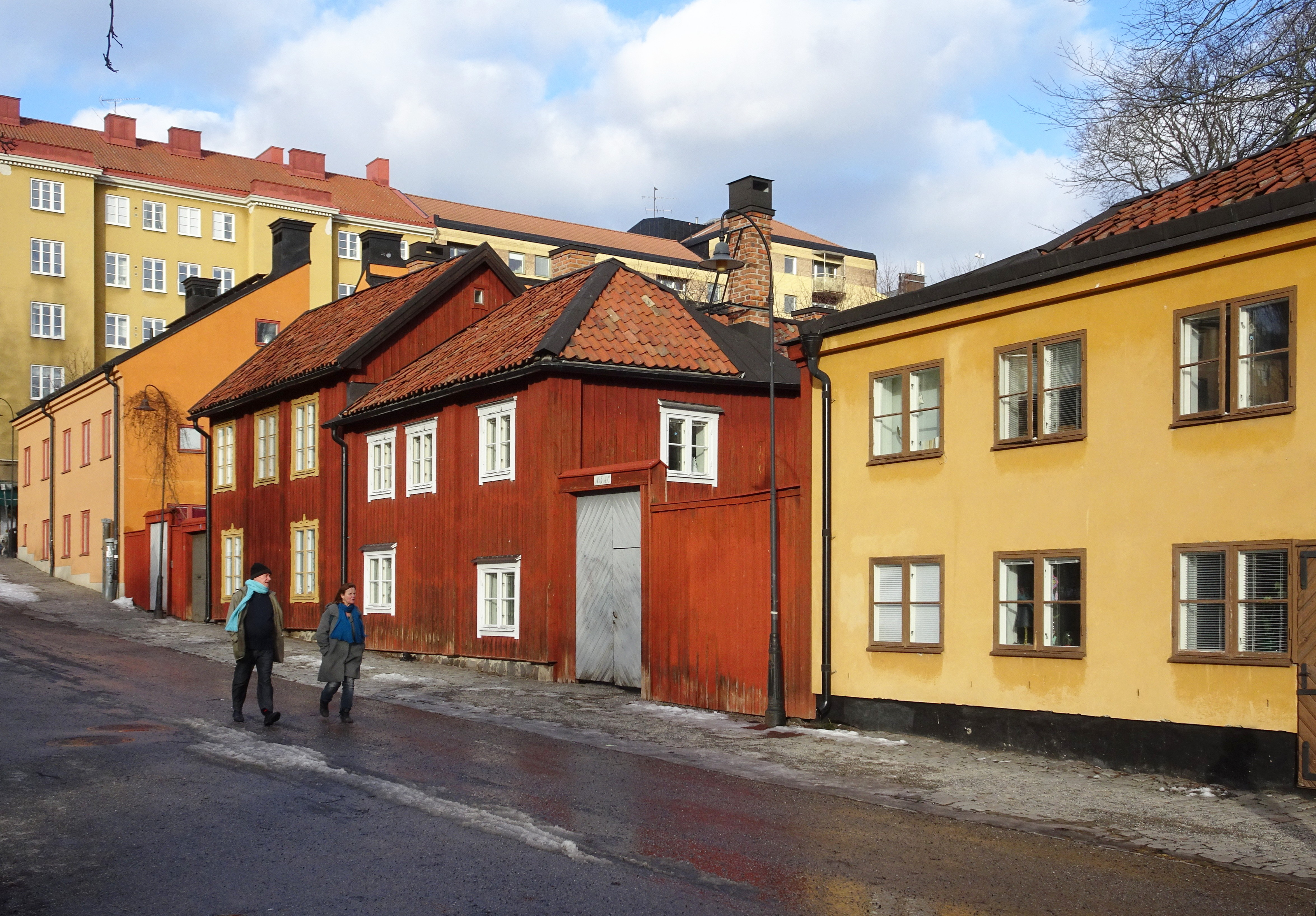
Нюторгет, 1-3-5-7
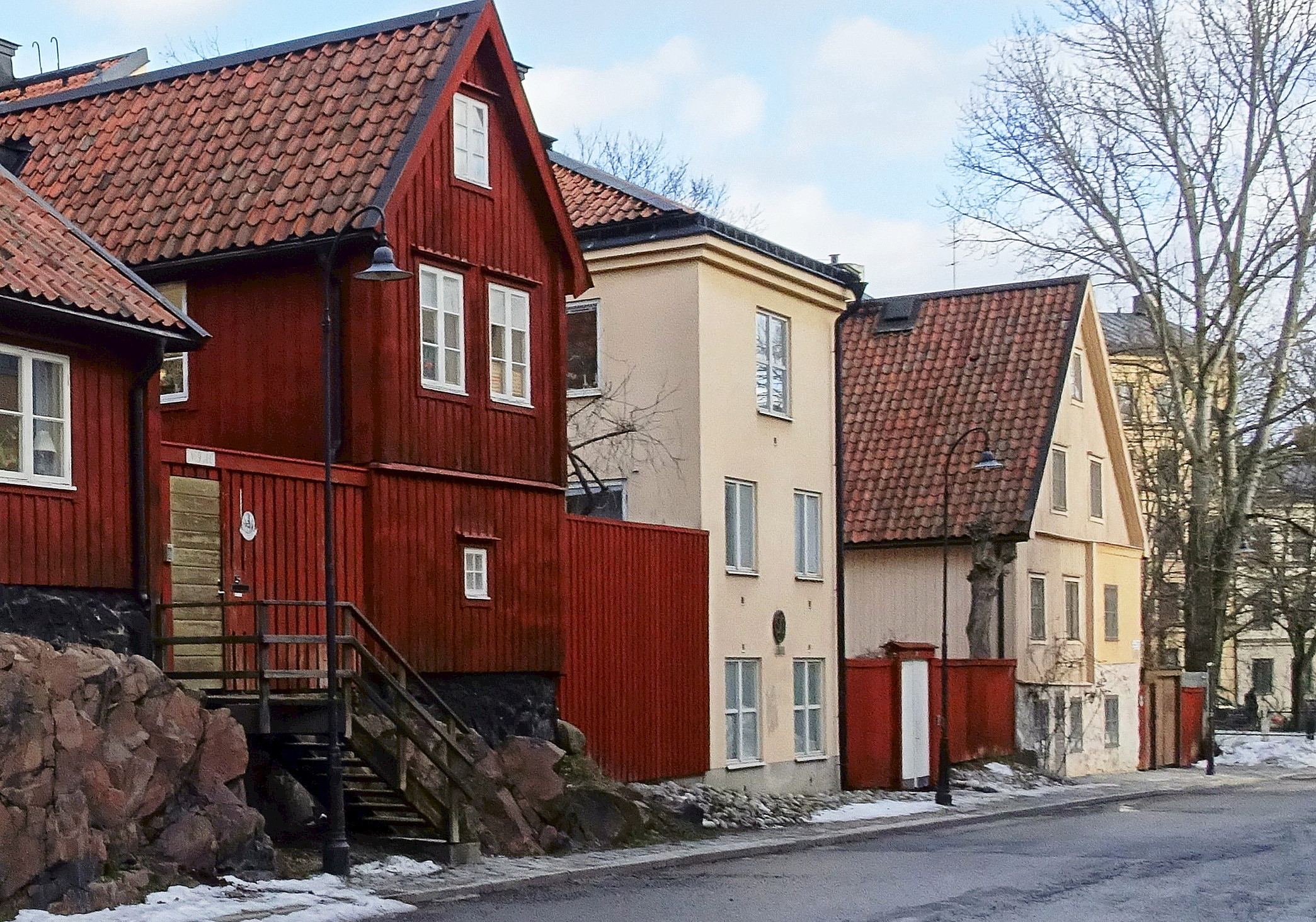
Нюторгет, 9-11-13
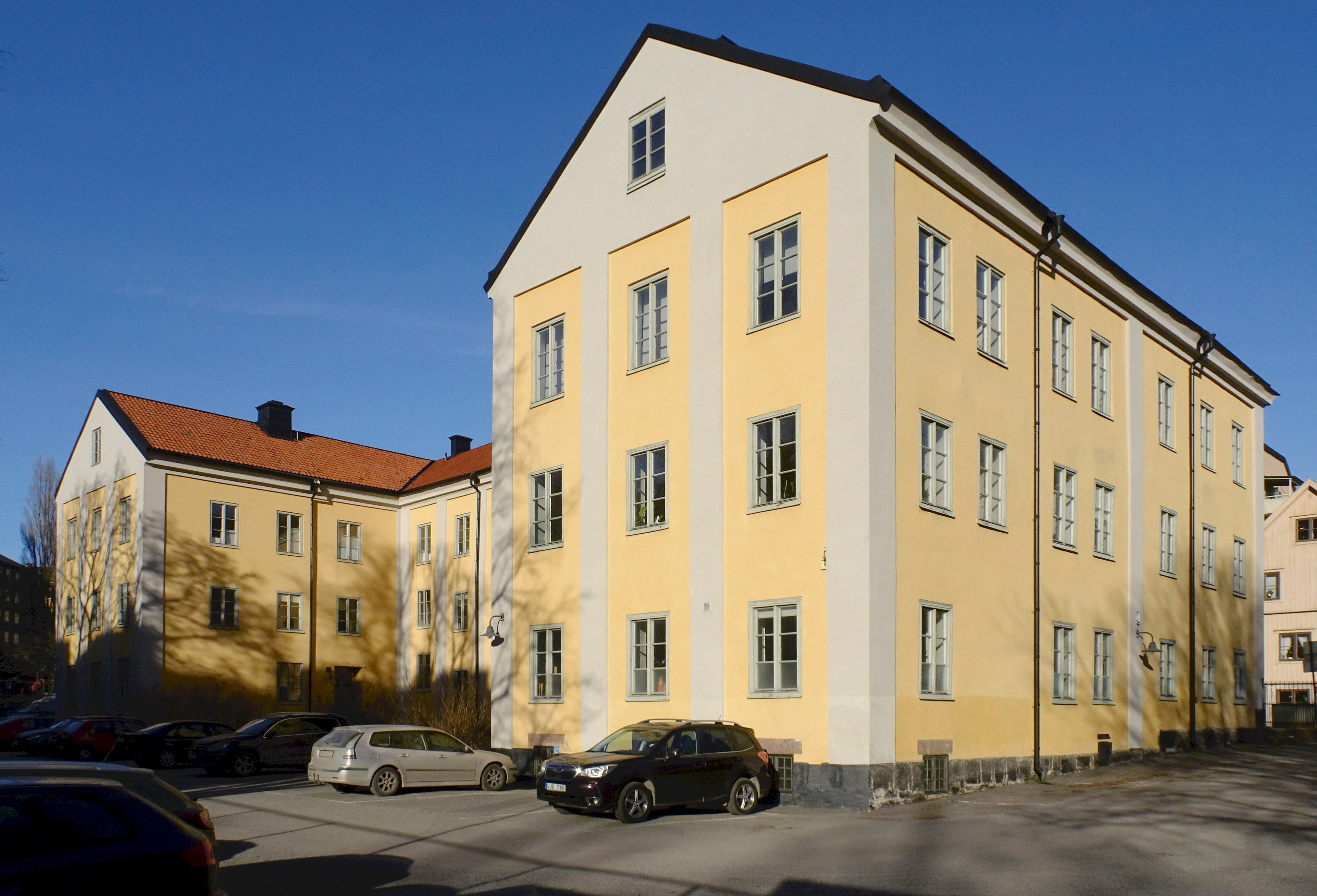
Малонген (Нюторгет, 15)